# 欧阳陶承
陶承（1893年—1986年7月11日），女，原名刘桃英，中华人民共和国成立后改名为欧阳陶承，湖南长沙人。中共党员，烈士欧阳立安的母亲，著有《我的一家》（1956年）一书，该书曾被改编为电影《革命家庭》（1960年）。

## 生平
清光绪十九年（1893年）农历三月出生于长沙县新康都之靖港。幼孤家贫，由舅父寄养邻居（干娘）家。13岁湖南湘绣馆习湘绣，1911年18岁时因冲喜嫁给病中的欧阳梅生，住长沙三兴街。1914年生长子欧阳立安（1914-1931）。以后又生次子应坚、女儿本纹，幼子稚鹤（1924-1940）。
1926年丈夫欧阳梅生参加中国共产党，任湖南省总工会秘书长。1927年“马日事变”后，全家转移武汉，与张浩，龙大道组成中共汉阳县委，陶承负责掩护工作。1928年2月，梅生病逝，陶承带子女去沪，因接头地点被破坏，儿子立安女儿应坚进工厂做童工养家。不久立安通过工会找到党组织。从1929年6月起，陶承先后在上海工联、共青团中央秘书处和中央国际事物团以“住家”妇女身份掩护革命，并改名陶承。1931年2月7日，长子立安在上海龙华被杀害。11月被调至中共中央国际事务团去掩护机关，该机关设在公共租界麦特赫司脱路(今泰兴路)张家花园一幢三层洋房内，陶承的对外身份是商务印书馆林股东的太太。1932年初，因交通员被捕叛变，机关遭破坏，陶承与党失去联系。
抗日战争爆发，母子三人随难民群辗转抵汉口，找到八路军汉口办事处，将儿女稚鹤送到延安，陶承只身奔赴重庆，在重庆八路军办事处从事机要工作，后调第五保育院。1943年夏，去延安，获知儿子稚鹤已与1940年牺牲。1948年加入中国共产党。
建国后，先后在政务院、内务部、最高人民法院西南分院机关工作。1956年写成《我的一家》一书（何家栋、赵洁执笔，工人出版社出版），深受青年喜爱，发行600多万册。后改编为电影《革命家庭》。1968年3月“文化大革命”期间，被关入狱，1973年7月出狱，1975年9月经邓颖超、周恩来过问，被恢复党籍。1986年7月11日，在长沙病逝。